# Цебровські

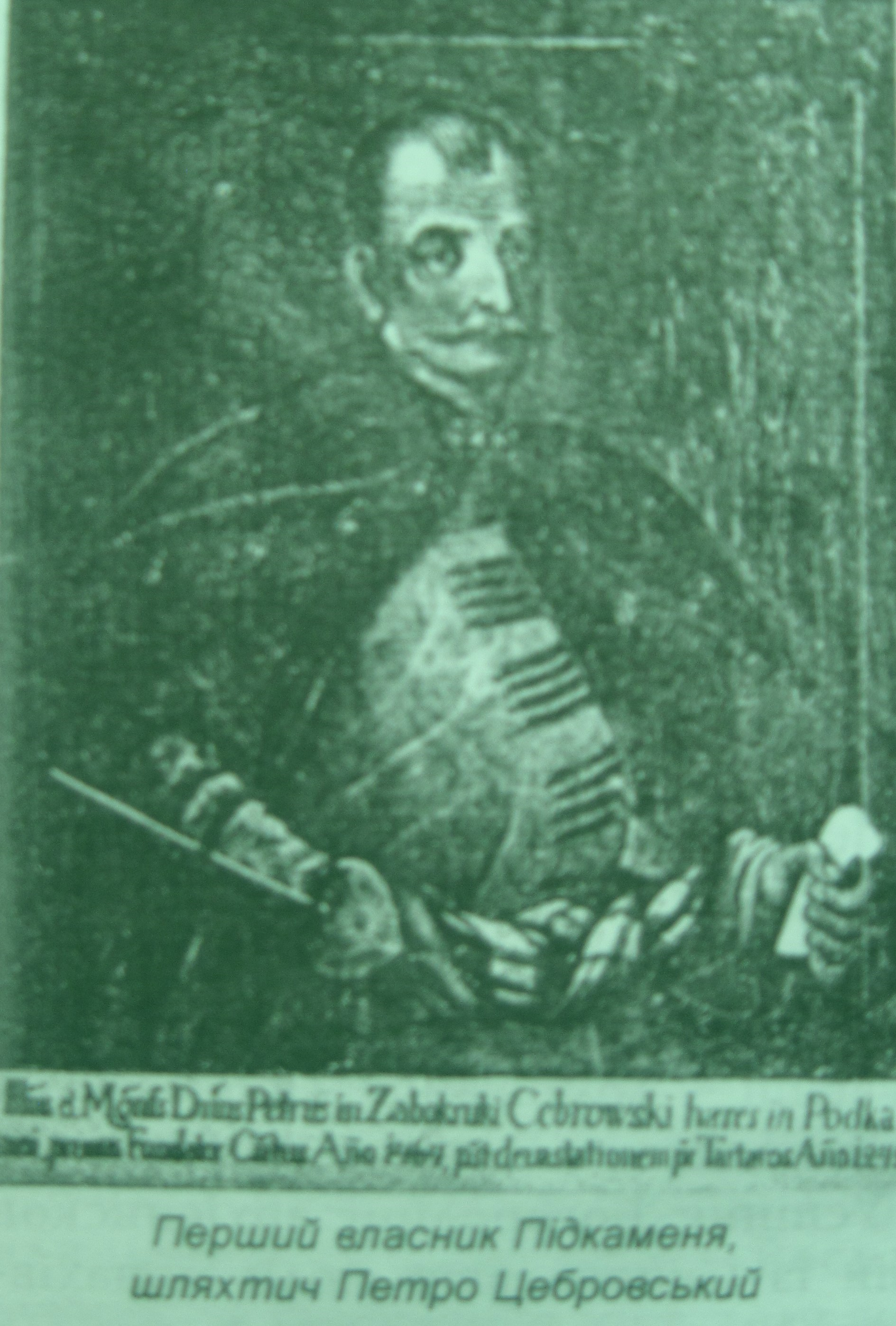
Петро Цебровський

Цебровські — шляхетський рід гербу Голобок. Представлені, зокрема, в Руському воєводстві. Адам Бонецький стверджував, що вони «одного дому» з Браницькими, а їх родове «гніздо» — Цебер (пізніше Дзебер) у Сандомирському повіті.

## Представники
- Ясько, згаданий в записах суду в Кракові у 1398 році

- Пйотр, учасник Ґрюнвальдської битви, дружина Анна, набув маєтності в Галичині (зокрема, у королівському записі від 21 листопада 1421 року король Владислав ІІ Ягайло надав села Стоки і Жабокруки в постійне користування йому до моменту викупу їх за 100 гривень у майбутньому; 1437 року власник війтівства в Мостиськах), його синами мали бути Пйотр та Ян, які 1441 року поділили спадок батька
  - Ян, правдоподібно, протопласта Браніцьких
  - Пйотр, власник Жабокруків і Любші, заступник: львівського старости 1440, воєводи 1450; 25 червня 1445 року у Львівському гродському суді відбулось засідання, на якому розглядали справу власника села Бережани П. Цебровського,[a] який переховував у маєтку своєї онуки селян-втікачів з Лапшина та Лісників.[3]
    - Петро Цебровський з Жабокруків, правдоподібно, син Пйотра, дружини — Зофія Скарбек, Анна на Долині… Бережанська, сестра Яна Богдана на Долині
      - Катажина (Катерина, мати — Зофія Скарбек) — за даними о. Каспера Несецького ТІ, дідичка Загірців, Панасівки,[4] дружина князя Семена-молодшого Вишневецького-Збаразького, дітей не мали[5]
      - Вінцентій, дружина — Катерина з Печихвостів
      - Зузанна

    - Ян «Влох» — покоївець королівський, дружина — Анна (Петронеля), донька львівського земського судді Станіслава Влодковича (Яричовського)
      - Ян «Влошек»
      - Аґнєшка — дружина Рафала з Сєняви,[6] Влодека з Білки

    - Єжи (Юрша), дружина — Петронеля Одровонжівна Ґодовська[7][8] з Рошнева; Ґунтер з Сеняви 1482 року в Гродно отримав згоду короля на викуп «з рук» Юрші Цебровського королівщин Баківці, Трибоківці, Репехів, Любча та фільварків Кучалове в Княжому Полі (Львівська земля)[9]

- Ядвіга — дружина старости Яна Бучацького[10]
- ім'я невідоме — дружина Героніма Сенявського[11]
- Анна Тереза (†1690) — дружина брацлавського підстолія Бальцеровича була похована в базиліці чи костелі Св. Трійці Кракова
- Ельжбета — монахиня-бенедиктинка кляштору у Львові
- Станіслав (†1662) — войський стрийський (1648-62)[12]
- Станіслав — підписав вибір королем Августа ІІ в 1697 році
- Софія — авторка заповіту, згадана в записах Львівського гродського суду[13]
- Варвара, з нею мав якісь майнові справи Ієронім Сенявський[14]

Одним з найдавніших зображень Бережанського замку є план 1755 року капітана де Пірха (de Pirch). На його основі польський історик Казімєж Куснєж (пол. Kazimierz Kusnierz) висловив здогадку, що твердиню в Бережанах почали будувати попередні власники поселення: Цебровські, Бучацькі або Угновські

## Зауваги
1. ↑  в джерелі — Цембровського
2. ↑  Уньовські — це перекручене Угньовські, родичі Радзановських, Ніщицьких → З історії замку в Бережанах